# Pheeroan akLaff
Pheeroan akLaff (Detroit, 27 januari 1955) is een Amerikaans jazzdrummer.

## Biografie
akLaff begon in r&b-bands en theatergroepen aan de Eastern Michigan University, waar hij toneel studeerde. Later hield hij zich intensief bezig met de Afrikaanse muziektraditie, zowel aan de ivoorkust als ook in Nigeria (met onder andere Fela Kuti). Zijn eerste belangrijke verbintenis had hij in 1975 bij Jay Hoggard. Door de regelmatige samenwerking met Wadada Leo Smith ontmoette hij Oliver Lake, in wiens band Jump Up hij langer speelde. Bovendien speelde hij met Anthony Davis en James Newton, in het sextet van Henry Threadgill, met Amina Claudine Myers en in de band New Air. In 1983 bracht akLaff onder zijn eigen naam de maxisingle Fits Like a Glove uit.
Tijdens de daaropvolgende jaren genoot hij prioriteit als begeleider van Sonny Sharrock, Geri Allen, Reggie Workman, Andrew Hill, Ray Anderson, Marty Ehrlich, Mal Waldron en Yosuke Yamashita. Pas in 1990 volgde weer een eigen album. Tot deze periode presenteerde hij regelmatig eigen bands tijdens Europese tournees, waarin John Stubblefield, Ed Cherry en Reggie Workman wezenlijke partners waren. Later werkte hij met Don Byron, Cecil Taylor, David Murray, Dewey Redman, Steve Lehman en Karen Borca, maar vooral met de pianist Michael Cain In 2011 werkte hij mee bij Ten Freedom Summers van Wadada Leo Smith. akLaff onderwijst aan de Wesleyan University en woont in New York.